# ChemCam

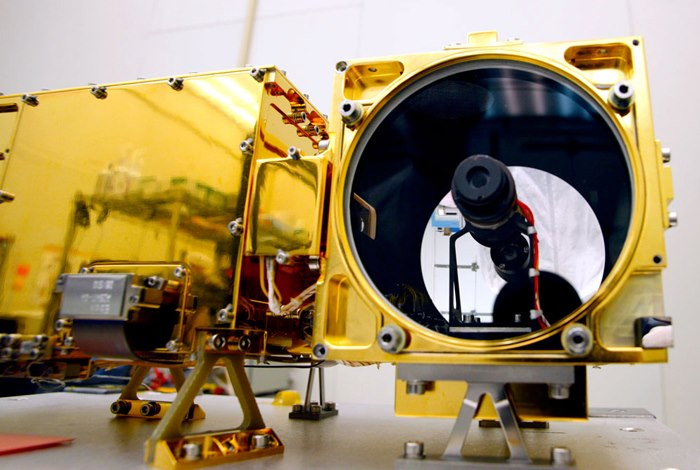
La ChemCam antes de ser colocada al Curiosity

Chemistry and Camera complex (ChemCam) es un conjunto de instrumentos de detección remota en Marte para el rover Curiosity. Como su nombre lo indica, ChemCam es en realidad dos instrumentos diferentes combinados como uno solo: una espectroscopia de ruptura inducida por láser (LIBS) y un telescopio de Micro Imager remoto (RMI). El propósito del instrumento LIBS es proporcionar composiciones elementales de roca y suelo, mientras que el RMI proporcionará a los científicos de ChemCam imágenes de alta resolución de las áreas de muestreo de las rocas y el suelo a las que se dirige LIBS.

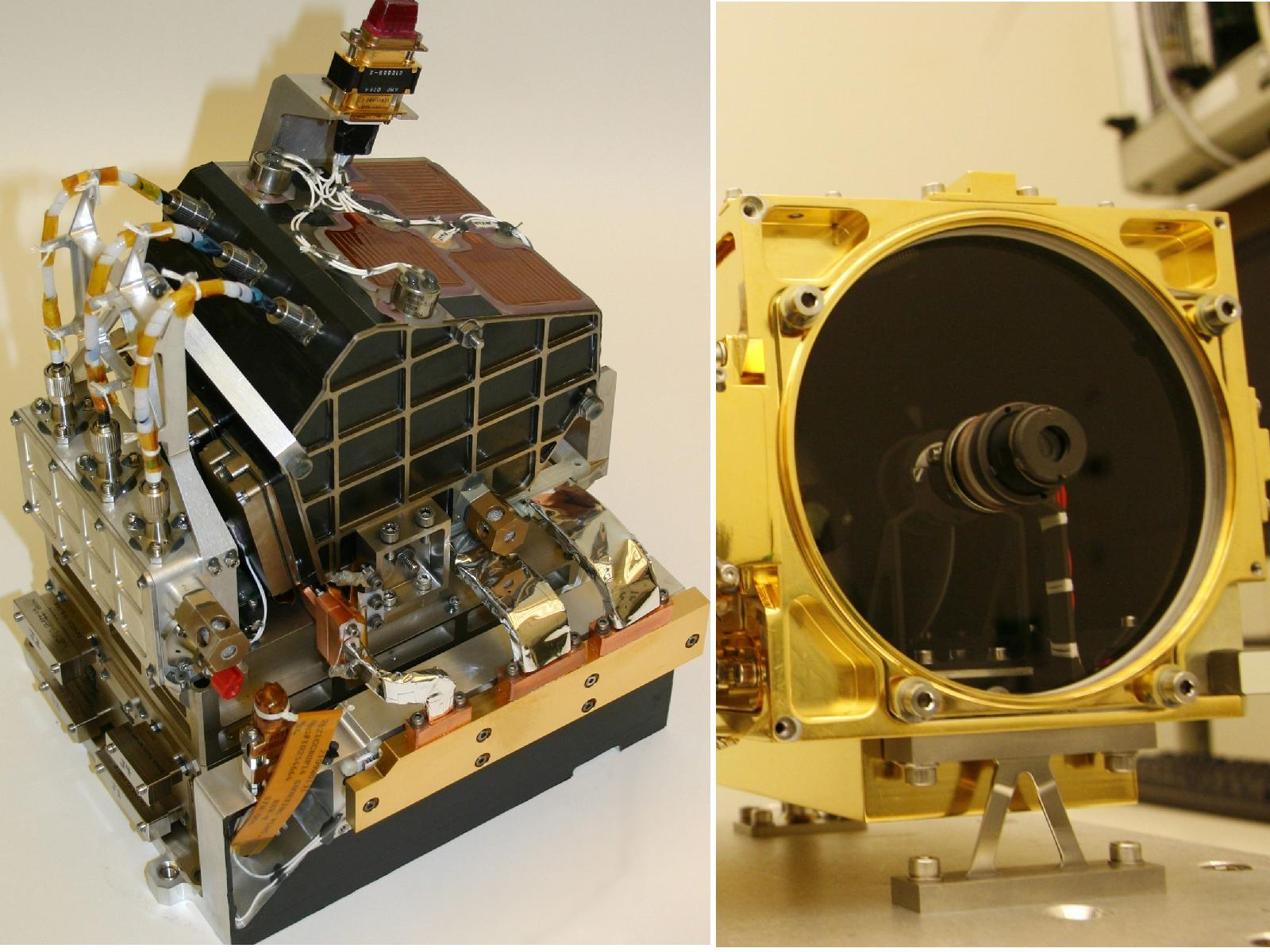